# Лажне скорпије
Лажни шкорпиони или лажне скорпије (Pseudoscorpionida, Pseudoscorpiones) су веома ситне, до 8 mm дужине, пауколике животиње из класе арахнида које јако подсећају на скорпије. Распрострањене су на свим континентима и доста су честе, али због малих димензија остају незапажене. Познато је и описано преко 3.000 врста лажних скорпија. Живе на скровитим, тамним местима, у пећинама, испод лишћа и камења, под кором старог дрвећа, у гнездима птица и сисара, на травнатим површинама па чак и у старим књигама, сликама.

## Опис
Тело је подељено на два региона:
- прозому, на којој се налази 6 пари екстремитета: хелицере, педипалпи и 4 пара ногу за ходање;
- опистозому, која се састоји од 12 сегмената и не садржи екстремитете.

Од скорпија се разликују по томе што немају постабдомен (редукован је). Хелицере су им добро развијене као и клештолики педипалпи. Отровне жлезде се налазе у основи педипалпа, а на њиховим врховима се ове жлезде изливају. Хране се ситним зглавкарима тако што их хватају педипалпима, који су увек истурени ка напред, и убијају убризгавајући отров, а затим се жртва раскида хелицерама и почиње мацерирање и предварење. Полусварена храна се усисава предњим цревом.
На врху покретног чланка хелицера отварају се канали паучинасте жлезде. Секрет ових жлезда служи за прављење гнезда. 

## Класификација
Ред Pseudoscorpiones дели се на подредове:
У Србији живи више врста лажних скорпија:
- , која представља ендемитску врсту Србије, а име је добила у част славног биолога Синише Станковића
- из Боговинске пећине која је ендемит и реликт.